# クリーヴランド弦楽四重奏団
クリーヴランド弦楽四重奏団（クリーヴランドげんがくしじゅうそうだん、Cleveland quartet）は、ヴァイオリン奏者ピーター・ザラフ（Peter Salaff）が1969年にクリーヴランド音楽院で結成した弦楽四重奏団。1995年に26年間の活動を終えて解散した。

## 歴代メンバー
1969年創立メンバーは、
●第1ヴァイオリン：ドナルド・ワイラースタイン、
●第2ヴァイオリン：ピーター・セイラフ（ザラフ）、
●ヴィオラ：マーサ・ストロンギン・カッツ、
●チェロ：ポール・カッツ。
1980年、ヴィオラがアターレ・アラッドに、
1987年、第1ヴァイオリンがウィリアム・プレウシルに交代した。